# Echinopsis glaucina
Echinopsis glaucina es una especie de plantas en la familia Cactaceae. Es endémica de Argentina. Es una especie inusual en las colecciones.
Es una planta perenne carnosa, globosa-cilíndrica de color verde, armada de espinos y con las flores de color amarillo.

## Hábitat
Es un cactus globoso procedente de la provincia argentina de Catamarca, que crece en estado salvaje a altitudes de unos 1000 m s. n. m.

## Descripción
Mide 10 cm de diámetro, y 5 cm de altura, y consta de 19 costillas de areolas redondeadas, de las que surgen de 6 a 8 espinas radiales y de 2 a 3 espinas centrales, de hasta 3 cm de longitud. De espinas rígidas y punzantes, produce flores blancas con tubo compuesto de cerdas marrones, que pueden llegar a medir 5 cm de diámetro.
Es una especie de muy fácil cultivo, que llega a dar flor durante unos diez años en óptimas condiciones. Necesita sol directo y frío en el invierno.

## Taxonomía
Echinopsis glaucina fue descrita por H.Friedrich & G.D.Rowley y publicado en International Organization for Succulent Plant Study Bulletin 3(3): 95. 1974.
Etimología
Ver: Echinopsis
glaucina epíteto latino que significa "glauco" (verde claro).
Sinonimia
- Echinopsis aurantiaca (Rausch) Friedrich & G.D.Rowley - 1974
- Echinopsis glaucina (Ritt.) Friedrich & Rowley
- Acanthocalycium glaucum,
- Acanthocalycium aurantiacum, 
  - Lobivia thionantha var. aurantiaca (Rausch) Rausch - 1987[3][4]
- Echinopsis thionantha subsp. glauca (F.Ritter) M.Lowry[5]